# El más fabuloso golpe del Far-West
El más fabuloso golpe del Far-West es una película wéstern de 1972 dirigida por José Antonio de la Loma y protagonizada por Mark Edwards, Carmen Sevilla y Charly Bravo. La película es un spaghetti western, coproducida por Francia, Italia y España.

## Argumento
Una pandilla planea llevar a cabo un robo a un banco sin derramar sangre, pero su intento rápidamente se convierte en una masacre.

## Reparto
- Mark Edwards como Michigan.
- Carmen Sevilla como Marion.
- Charly Bravo como Poldo.
- Patty Shepard como Lupe.
- Piero Lulli como Jeremías.
- Barbara Carroll como Sofía.
- Frank Braña como Jess.
- Yvan Verella como Budd.
- Jaume Picas
- Poldo Bendandi
- Osvaldo Genazzani
- Mercedes Linter
- Fernando Bilbao
- Juanito Santiago
- Fernando Sancho como Reyes.
- Miquel Bordoy